# 馬渡龍治
馬渡 龍治（まわたり たつはる、1957年7月26日 - ）は、日本の政治家。自由民主党所属の元衆議院議員（1期）。

## 略歴
大分県佐伯市出身。上智大学卒業後、新菱冷熱工業に就職。衆議院議員鳩山邦夫の秘書をつとめる。
2000年6月の第42回衆議院議員総選挙では、東京15区から民主党公認で出馬する。無所属の元職柿沢弘治に大敗し落選。
2003年11月の第43回衆議院議員総選挙では、神奈川4区から無所属で出馬する。再び大敗し、供託金を没収。
2005年9月の第44回衆議院議員総選挙では、愛知3区から自由民主党公認で出馬する。民主党の前職近藤昭一に敗れるが比例東海ブロックで復活し初当選。
2009年8月の第45回衆議院議員総選挙では、再び自民党公認で愛知3区から出馬する。近藤にダブルスコア以上の大差をつけられ敗北、惜敗率が低かったため比例東海ブロックでの復活もできず落選。
2014年東京都知事選挙に出馬した細川護煕の陣営事務局長を務めていたが、選挙期間中に退任することとなった。馬渡らのグループと、旧日本新党系グループによる主導権争いが激化し、馬渡の退任の理由を陣営幹部は「態勢強化の一環」と説明。関係者は「内紛だ」と語ったが、馬渡は内紛を否定した。

## 政策
- 選択的夫婦別姓制度導入に反対[4]。

## 派閥
- 2006年10月、平成研究会（津島派）へ入会[5]。

## 宗教観
- 2009年2月、地元の宗教団体の月並祭に出席。神を信じるとしているが、仏教などの他の宗教を否定はしないと述べた。その理由として、どんな宗教であっても、信仰心の篤い人は立派な人が多いからとしている[6]。

## 所属していた団体・議員連盟
- 北朝鮮に拉致された日本人を早期に救出するために行動する議員連盟（幹事）
- 創生「日本」
- 価値観外交を推進する議員の会
- 83会
- 伝統と創造の会
- 日本会議国会議員懇談会
- 自民党動物愛護管理推進議員連盟（事務局次長）